# おニャン子クラブ ミニ・ベスト
『おニャン子クラブ ミニ・ベスト』（おにゃんこクラブ - ）は、おニャン子クラブのベスト・アルバム。2002年12月18日発売。発売元は、ポニーキャニオン。

## 解説
1980年代に活躍した女性アイドル・グループ、おニャン子クラブのヒット曲を集めた廉価版ミニ・ベスト・アルバム。
1985年7月から1986年7月までの1年間に発表された楽曲のうち、デビュー・シングル「セーラー服を脱がさないで」（1985.7.5）から「お先に失礼」（1986.7.21）まで計5枚のシングルA面曲に、ファースト・アルバム『KICK OFF』（1985.9.21）から人気曲「真赤な自転車」と自己紹介ソング「会員番号の唄」（1986.3.1）を加えた全7曲が収録されている。
歌詞カードはブック型でなく、横に広がる折りたたみ型。
同グループから派生したソロ・ユニットの楽曲を収録した『おニャン子クラブ ソロ&ユニット ミニ・ベスト』も同時発売された。なお、本作品の発売から1ヶ月前の2002年11月20日には、再結成記念シングル「ショーミキゲン／同級生」をリリースした。

## 収録曲
1. セーラー服を脱がさないで
  - 作詞: 秋元康、作曲・編曲: 佐藤準
2. およしになってねTEACHER
  - 作詞: 秋元康、作曲・編曲: 佐藤準
3. じゃあね
  - 作詞: 秋元康、作曲: 高橋研、編曲: 佐藤準
4. おっとCHIKAN!
  - 作詞: 秋元康、作曲: 長岡ヒロ、編曲: 山川恵津子
5. お先に失礼
  - 作詞: 秋元康、作曲・編曲: 後藤次利
6. 真赤な自転車
  - 作詞: 秋元康、作曲: 高橋研、編曲: 佐藤準
7. 会員番号の唄
  - 作詞: 秋元康、作曲・編曲: 見岳章
  - 吉沢秋絵「季節はずれの恋」（1986.3.1）のレコード片面曲として初収録された。

## 関連作品
- おニャン子クラブA面コレクション M-1〜5
- MYこれ!クション おニャン子クラブBEST M-1〜7
- 「おニャン子クラブ」SINGLES コンプリート M-1〜7
- おニャン子クラブ大全集 for HiQualityCD 上・下巻 限定CD-BOX M-1〜7